# Kompetenz-Kompetenz
Als Kompetenz-Kompetenz (auch Kompetenzkompetenz) wird in den Staatswissenschaften die Kompetenz verstanden, sich selbstständig neue Entscheidungskompetenzen zu geben. Ausgehend von dem Begriff der Kompetenz als der Fähigkeit und der Befugnis sozialer Akteure, durch eigene Handlungen bestehende normative Verhältnisse zu ändern, bedeutet Kompetenz-Kompetenz so viel wie die Rechtsmacht und die Legitimation zur Begründung eigener Kompetenzen.
Der Begriff geht zurück auf eine wissenschaftliche Studie Hugo Böhlaus zur Verfassung des Norddeutschen Bundes aus dem Jahre 1869 und ist seit der zweiten Hälfte des 20. Jahrhunderts vor allem für die Beschränkung oder die Übertragung einzelner Hoheitsrechte durch die Mitgliedstaaten an zwischenstaatliche Einrichtungen wie die Europäische Union oder die NATO von Bedeutung.

## Europäische Union
Die Europäische Union (EU) besitzt ausdrücklich keine Kompetenz, sich selbstständig neue Kompetenzen zu geben. Vielmehr sind die Mitgliedstaaten die „Herren der Verträge.“ Nur sie können im Rahmen eines Vertragsänderungsverfahrens der EU neue Kompetenzen übertragen. Die EU handelt gem. Art. 5 EUV nach dem sog. Prinzip der begrenzten Einzelermächtigung, d. h. auf der Grundlage der ihr im Einzelfall zugewiesenen und im Vertrag festgeschriebenen Aufgaben und Kompetenzen.
Das Maastricht-Urteil des Bundesverfassungsgerichts vom 12. Oktober 1993 beschäftigte sich ausführlich mit dem Problem der Übertragung von Kompetenzen von der Bundes- auf die Unions-Ebene und mit dem diesbezüglichen Verhältnis zwischen deutschem Verfassungsrecht und Europarecht. Unter anderem stellte das Bundesverfassungsgericht darin klar, dass es sich vorbehält, im Einzelfall zu prüfen, ob künftige Rechtsakte von EU-Organen über die vertraglich eingeräumten Hoheitsrechte hinausgehen (Ultra-vires-Kontrolle).
Der Vertrag von Lissabon entwickelte mit Inkrafttreten zum 1. Dezember 2009 die Zuständigkeitsverteilung zwischen der EU und den Mitgliedstaaten weiter. Seitdem unterscheidet der AEUV zwischen der ausschließlichen Zuständigkeit der EU, der zwischen EU und Mitgliedstaaten geteilten und der unterstützenden Zuständigkeit der EU.
Die sog. Lückenfüllungskompetenz oder Vertragsabrundungsklausel in Art. 352 des Vertrags über die Arbeitsweise der Europäischen Union (AEUV) erlaubt es den Mitgliedstaaten jedoch ausnahmsweise, unter bestimmten Voraussetzungen auch in den Feldern, in denen die EU (noch) keine ausdrücklichen Kompetenzen besitzt, durch einstimmigen Beschluss tätig zu werden. Auf Vorschlag der Kommission kann der Rat der Europäischen Union einstimmig Rechtsakte nach vorheriger Zustimmung durch das Europäische Parlament verabschieden. Die Vertragsabrundungsklausel kann jedoch nicht dazu dienen, die Kompetenzen der EU über die bestehenden Vertragsziele hinaus zu erweitern.
Im Rahmen der Ultra-vires-Kontrolle hat sich das Bundesverfassungsgericht in der Entscheidung vom 5. Mai 2020 die Prüfung vorbehalten, ob sich eine Maßnahme europäischer Organe, Einrichtungen oder sonstiger Stellen innerhalb der vom nationalen Gesetzgeber an die EU übertragenen Kompetenzen hält. Zur Lösung von Konflikten nationaler Verfassungsgerichte und des Europäischen Gerichtshofs über die Abgrenzung mitgliedstaatlicher und europäischer Befugnisse wird deshalb die Errichtung einer besonderen Entscheidungsinstanz, beispielsweise eines europäischen Kompetenzgerichtshofs diskutiert. Kritiker lehnen eine solche Instanz ab, weil es damit den europäischen Organen sehr wohl gestattet wäre, Kompetenzen eigenmächtig an sich zu ziehen – nur eben unter Vorbehalt der Mitwirkung eines ihrer Organe, des Kompetenzgerichts.

## Völkerrecht
Im Völkervertragsrecht wird die Kompetenz-Kompetenz im Zusammenhang mit den völkerrechtlichen Wirkungen derjenigen Verträge diskutiert, die unter Verletzung der nationalen verfassungsrechtlichen Kompetenzvorschriften der Vertragsparteien abgeschlossen worden sind. Damit zusammen hängt die Frage nach der zuständigen Rechtsordnung zur Bestimmung der Kompetenz staatlicher Stellen zum Abschluss völkerrechtlicher Verträge.

## Deutschland

### Staatsrecht
Ein klassischer Fall der Kompetenz-Kompetenz bestand in der Bundesrepublik Deutschland vor 1994 im Bereich der konkurrierenden Gesetzgebung. In diesem Bereich konnten sowohl der Bund als auch Länder gesetzgeberisch tätig werden. Dabei schloss aber die Gesetzgebung des Bundes die der Länder aus, sobald der Bund ein Sachgebiet gesetzlich geregelt hatte. Die Gesetzgebung des Bundes war aber an bestimmte Voraussetzungen gebunden, über deren Vorliegen der Bund aber kraft seiner ihm vom Bundesverfassungsgericht zuerkannten Kompetenz-Kompetenz selbst endgültig entscheiden konnte. Eine Verfassungsänderung 1994 schränkte diese Befugnis des Bundes erheblich ein. Auf solche und ähnliche Sachverhalte bezieht sich die folgende Definition:

„Kompetenz-Kompetenz nennt man die Zuständigkeit eines Verwaltungsträgers, seine sachliche Zuständigkeit unter Einschränkung fremder Zuständigkeiten zu erweitern, so in bestimmten Grenzen und unter bestimmten Voraussetzungen das Recht der Landkreise und anderer Gemeindeverbünde gegenüber den Gemeinden.“

Wenn verfassungsmäßige Staatsorgane über den Umfang ihrer Kompetenz gegenüber allen anderen Staatsorganen verbindlich entscheiden können, wird dies ebenfalls als Kompetenz-Kompetenz bezeichnet. So wird in gängigen deutschen juristischen Wörterbüchern von „Kompetenzkompetenz“ in Bezug auf Gerichte und Behörden gesprochen:

„Kompetenzkompetenz ist die Befugnis eines staatlichen Organs (insbes. eines Gerichts), Zweifel über die Zuständigkeit von Verwaltungsbehörden oder die gerichtliche Zuständigkeit verbindlich zu entscheiden.“

Ein Anwendungsbeispiel für die hier angegebene weitere, auch das Parlament einbeziehende Definition, findet sich in einem Aufsatz von Ernst-Wolfgang Böckenförde: „Das [britische] Parlament hat kraft seiner Souveränität die Kompetenzkompetenz gegenüber den anderen Gewalten, einschl. der Rechtsprechung: Aufhebung von Urteilen“ usw.

### Gerichtsverfassungsrecht
Hoch umstritten war im 19. Jahrhundert die Lösung von Kompetenzkonflikten zwischen Gerichten und Verwaltungsbehörden. Dabei ging es um die Frage, ob die  Gerichte selbst über die Zulässigkeit des Rechtswegs und folglich ihre Zuständigkeit entscheiden durften. Damit hätten sie möglicherweise auch über die Rechtmäßigkeit von Handeln der Verwaltung entscheiden können, was die Regierungen verhindern wollten. Das war vor allem deshalb praktisch bedeutsam, weil es noch keine unabhängigen Verwaltungsgerichte gab.
Das Gerichtsverfassungsgesetz drohte bei seiner Einführung 1879 an den unterschiedlichen Positionen zu dieser Frage zu scheitern, so dass es zu einem Kompromiss kam. Gem. § 17 Abs. 1 GVG entschieden grundsätzlich die Gerichte über die Zulässigkeit des Rechtswegs. Gem. § 17 Abs. 2 GVG konnte jedoch die Landesgesetzgebung die Entscheidung von Streitigkeiten zwischen den Gerichten und den Verwaltungsbehörden oder Verwaltungsgerichten über die Zulässigkeit des Rechtswegs „besonderen Behörden“ übertragen. Derartige Kompetenzgerichtshöfe gab es beispielsweise in Preußen bereits seit 1847.
Mitunter waren sie nicht mit unabhängigen Richtern besetzt oder hatten die Frage nicht nach Recht und Gesetz zu klären, sondern danach, ob ein Rechtsstreit als für die gerichtliche Behandlung „geeignet“ anzusehen war. Vor allem im Staatshaftungsrecht spielte das eine große Rolle.
Nachdem es zuletzt nur noch in Bayern einen Kompetenzkonfliktgerichtshof (Bayerisches Oberstes Landesgericht) gegeben hatte, wurde der landesrechtliche Vorbehalt durch eine Änderung des Gerichtsverfassungsgesetzes mit Wirkung zum 1. Januar 1991 ersatzlos aufgehoben. Das erstinstanzlich angerufene Gericht entscheidet seitdem verbindlich über den zu ihm beschrittenen Rechtsweg (§ 17a GVG).

### Kommunalrecht
Im rheinland-pfälzischen Kommunalrecht bedeutet Kompetenz-Kompetenz das einer Verbandsgemeinde in der Gemeindeordnung eingeräumte Recht, bestimmte Selbstverwaltungsaufgaben der Ortsgemeinden an sich zu ziehen (sog. gekorene Selbstverwaltungsaufgaben), soweit deren gemeinsame Erfüllung im dringenden öffentlichen Interesse liegt (§ 67 Abs. 3, Abs. 4 GemO). Außerdem müssen
- die Verbandsgemeinde und mehr als die Hälfte der Ortsgemeinden zustimmen
- in den zustimmenden Ortsgemeinden muss die Mehrzahl der Einwohner der Verbandsgemeinde wohnen.

Rechenbeispiel: Zu einer Verbandsgemeinde (VG) gehören 4 Ortsgemeinden (OG):
- Die OG-1 hat 100 Einwohner,
- die OG-2 hat 300 Einwohner,
- die OG-3 hat 500 Einwohner und
- die OG-4 hat 200 Einwohner.

Insgesamt wohnen also 1.100 Menschen in der VG. Damit nun die VG Aufgaben von ihren OG übernehmen kann, müssen mindestens 3 OG zustimmen. Und in diesen 3 OG müssen mehr als 550 Einwohner leben.

### Schiedsverfahrensrecht
Unter Kompetenz-Kompetenz versteht der Bundesgerichtshof (BGH) die Befugnis des Schiedsgerichts, ausnahmsweise mit bindender Wirkung für Gerichte und Behörden über seine eigene Zuständigkeit zu entscheiden.
Nach § 1060 ZPO kann aus einem (inländischen) Schiedsspruch nur vollstreckt werden, wenn er für vollstreckbar erklärt worden ist. Der Antrag auf Vollstreckbarerklärung ist unter Aufhebung des Schiedsspruches abzulehnen, wenn einer der in § 1059 Abs. 2 ZPO bezeichneten Aufhebungsgründe vorliegt. Die Aufhebung  des Schiedsspruches kann u. a. beantragt werden, wenn dem Schiedsspruch kein gültiger Schiedsvertrag zugrunde liegt. Die maßgebliche Entscheidung über die Gültigkeit und Reichweite des Schiedsvertrages liegt damit grundsätzlich bei den staatlichen   Gerichten, auch wenn das Schiedsgericht zuvor seine Zuständigkeit ausdrücklich oder stillschweigend bejaht hat.
Die Parteien können dem Schiedsgericht jedoch die bindende Entscheidung über Wirksamkeit und Auslegung des Schiedsvertrags übertragen mit der Folge, dass das ordentliche Gericht ausnahmsweise ohne Bindung an die Entscheidung des Schiedsgerichts nur die Gültigkeit dieser sog. Kompetenz-Kompetenz-Klausel zu prüfen hat. Eine solche Vereinbarung, die die Nachprüfung des Gerichts auf die Wirksamkeit und Auslegung der sog. Kompetenz-Kompetenz-Klausel beschränkt, ist grundsätzlich zulässig.
Die deutsche Regelung in § 1040 ZPO ist fast wörtlich dem Art. 16 des UNCITRAL Modellgesetzes zur Internationalen Schiedsgerichtsbarkeit entnommen, das bisher als Grundlage für die Neufassung des Schiedsverfahrensrechts in mehr als 50 Ländern gedient hat. In dieser Form ist die Kompetenz-Kompetenz des Schiedsgerichts inzwischen praktisch weltweit anerkannt.

## Österreich
In Österreich liegt die gesamtstaatliche Kompetenz-Kompetenz beim Bund, da die Kompetenzverteilung zwischen Bund, Länder und Gemeinden im Bundes-Verfassungsgesetz (Artikel 10 bis 15) geregelt sind. Kompetenzänderungen zulasten der Länder benötigen gemäß Art. 44 Abs. 2 B-VG die ausdrückliche Zustimmung des Bundesrates, der aber als Organ des Bundes betrachtet wird. Da die Abgeordneten des Bundesrates jedoch durch die Landtage gewählt werden (Art. 34 B-VG), haben die Bundesländer bei der Kompetenzverteilung de facto ein Mitspracherecht.
Schwerwiegende Kompetenzänderungen, die ein Grundprinzip der Bundesverfassung beeinträchtigen, sind als Gesamtänderung der Bundesverfassung gemäß Art. 44 Abs. 3 B-VG einer Abstimmung durch das Bundesvolk zu unterziehen, dem daher auch teilweise Kompetenz-Kompetenz zukommt. So war etwa der Beitritt zur EU nach herrschender Lehre nur durch Abhaltung einer Volksabstimmung möglich, da durch die Übertragung von Kompetenzen an eine supranationale Organisation ein schwerwiegender Eingriff in das bundesstaatliche, das rechtsstaatliche und das demokratische Prinzip erfolgt ist.
Die Entscheidung in Kompetenzkonflikten zwischen dem Bundesparlament und den Landtagen ist die rechtshistorisch wichtigste Funktion des Verfassungsgerichtshofs.  Auf der Grundlage einer komplizierten und detaillierten verfassungsrechtlichen Kompetenzverteilung zwischen dem Bund und den Ländern soll er seit seiner Gründung im Jahr 1920 entscheiden, wem in einem Streitfall die Kompetenz zur Gesetzgebung (und auch Vollziehung) in einer bestimmten Angelegenheit zukommt (Art. 138 Z3 B-VG).

## Schweiz
In der Schweiz liegt die Kompetenz-Kompetenz beim Bundesverfassungsgeber, da die Zuordnung der Kompetenzen auf Bund und Kantone durch die Bundesverfassung geschieht (Bundesverfassung Art. 3 und Art. 42). Laut Art. 195 BV sind die Kantone ebenfalls Verfassungsgeber: Eine Änderung der Kompetenzzuteilung (= Verfassungsänderung) erfolgt immer mit deren Zustimmung (Art. 140 BV). Daher kann dem Bund nicht die alleinige Kompetenz-Kompetenz zugesprochen werden. Wenn aber Bund und Kantone gemeinsam für die Erfüllung einer Aufgabe zuständig sind, ist eine Verfassungsänderung nicht nötig, da die Grundlage für die gemeinsamen Zuständigkeiten auf Gesetzesebene geregelt wird. Im Rahmen des fakultativen Referendums kann das Volk aber noch immer Einfluss darauf nehmen. Verfassungsänderungen können vom Volk (Volksinitiative), den Kantonen (Standesinitiative), dem Bundesrat oder dem Parlament initiiert werden. Ein Initiativrecht des Volkes betreffend Änderung eines Bundesgesetzes gibt es hingegen (anders als im Fall der kantonalen Gesetzgebung) nicht.
Nach Art. 43a Abs. 1 der Bundesverfassung stehen dem Bund Kompetenzen zu, welche „die Kraft der Kantone übersteigen oder einer einheitlichen Regelung durch den Bund bedürfen“. Die Kompetenzen der Kantone werden in der Verfassung nur lückenhaft aufgeführt, da ihnen grundsätzlich alle Aufgaben zufallen (sogenannte subsidiäre Generalkompetenz), die nicht dem Bund zugewiesen sind.
In der Schweiz ist der Begriff Kompetenz-Kompetenz nicht gebräuchlich. Stattdessen ist von der Kompetenzhoheit die Rede.

## Kanonisches Recht
Unter affectio papalis versteht man das dem Papst zustehende Recht, neben den ihm von Rechts wegen ohnehin vorbehaltenen Angelegenheiten nach eigenem Ermessen weitere seiner Entscheidungsgewalt zu unterstellen.

## Trivia
- Das Wort „Kompetenz-Kompetenz“ gilt bisweilen als das längste Reduplikationswort der deutschen Sprache, ist aber tatsächlich ein Determinativkompositum.
- Der Begriff ist als deutsches Lehnwort in die anglo-amerikanische Fachsprache eingegangen.
- Einer breiteren deutschen Öffentlichkeit wurde der Ausdruck durch eine Rede Edmund Stoibers bekannt, die im Internet kursiert und in der mehrmals „Kompetenz-Kompetenz“ vorkommt.[45] Die Popularität der Sequenz beruht auf dem Irrtum der Zuhörer, es handle sich dabei um einen mehrmaligen Versprecher.